# Ali Hamdemir
Ali Hamdemir (* 1. Mai 1989) ist ein österreichischer Fußballspieler.

## Leben und Karriere
Hamdemir begann seine Fußballerkarriere auf Vereinsebene im Jahr 1997 im Nachwuchsbereich des LASK, dessen Fußballakademie er in weiterer Folge auch besuchte. Bis 2007 spielte der junge Mittelfeldspieler im Nachwuchs und der Amateurmannschaft der Linzer, ehe er Ende der Saison 2006/07 in die erste Mannschaft  des LASK aufstieg.
Nach nur zwei Einsätzen 2009/10 wechselte Hamdemir leihweise zum FC Blau-Weiß Linz in die Regionalliga Mitte. Auch nach seiner Rückkehr konnte er sich beim LASK nicht etablieren und wechselte schließlich im Sommer 2012 zum FC Pasching. 2014 ging er zum SK Austria Klagenfurt, mit dem er 2015 in den Profifußball aufstieg.
Nach dem Zwangsabstieg Klagenfurts in die Regionalliga wechselte er im Sommer 2016 zum Landesligisten ASKÖ Oedt.